# Chiesa di San Michele Arcangelo (Corniglio)
La chiesa di San Michele Arcangelo è un luogo di culto cattolico dalle forme barocche, situato in via Petrignacola 30 a Petrignacola, frazione di Corniglio, in provincia e diocesi di Parma; è sede di una parrocchia compresa nella zona pastorale della Montagna.

## Storia
Il luogo di culto originario fu costruito in epoca medievale; la più antica testimonianza della sua esistenza risale al 1230, quando la Capelle S. Michaelis de Pedregnacola, dipendente dalla pieve di Beduzzo, fu nominata nel Capitulum seu Rotulus Decimarum della diocesi di Parma. L'edificio fu nuovamente citato nel 1299.
Nel 1564 la chiesa fu eretta a sede parrocchiale autonoma.
Verso la fine del XVI secolo una frana travolse l'antico edificio, evitando solo il campanile; i lavori di ricostruzione, iniziati nel 1601, proseguirono per alcuni anni per la realizzazione delle decorazioni interne; al termine delle opere, il 30 luglio 1623 la chiesa fu solennemente consacrata.
Poco dopo la metà del XVIII secolo anche la torre campanaria fu riedificata, conservando l'antico portale del XII secolo posto alla base.
Nel 1895 la chiesa fu sottoposta a nuovi interventi, che comportarono la ricostruzione della zona absidale.
Nel 1951 gli interni dell'edificio furono interessati da alcuni lavori, col rifacimento delle pavimentazioni.

## Descrizione

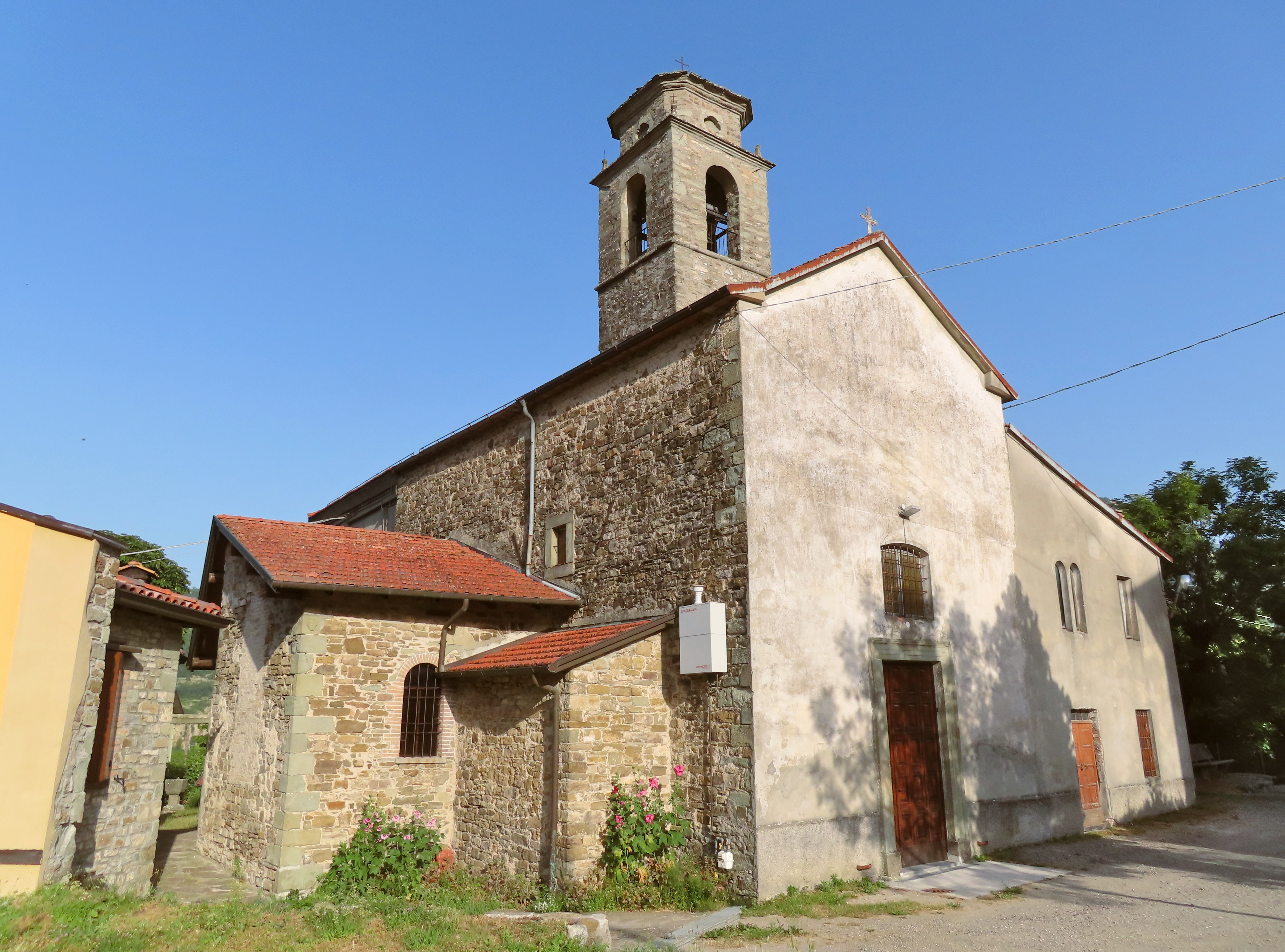
Facciata e lato nord

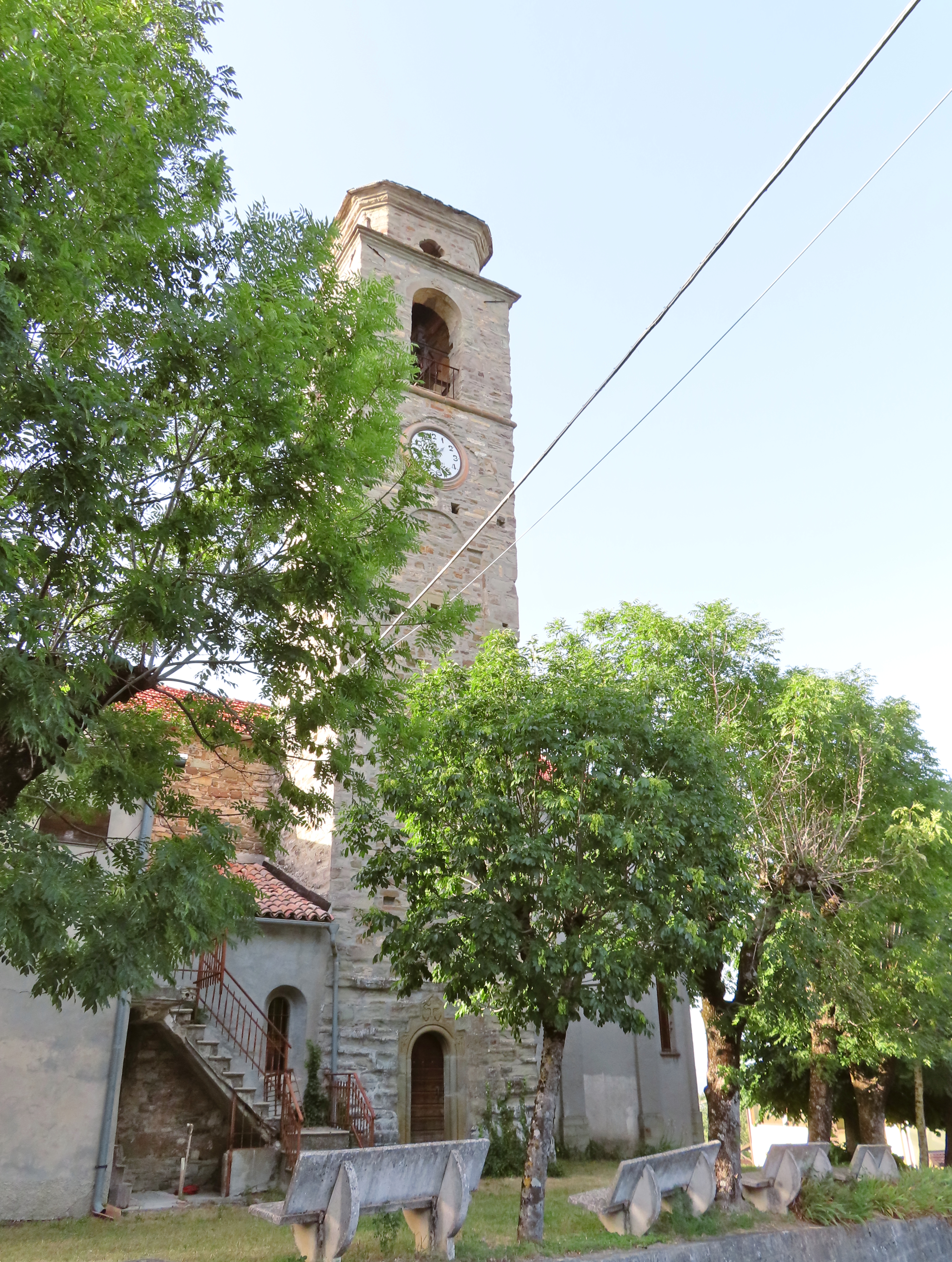
Campanile

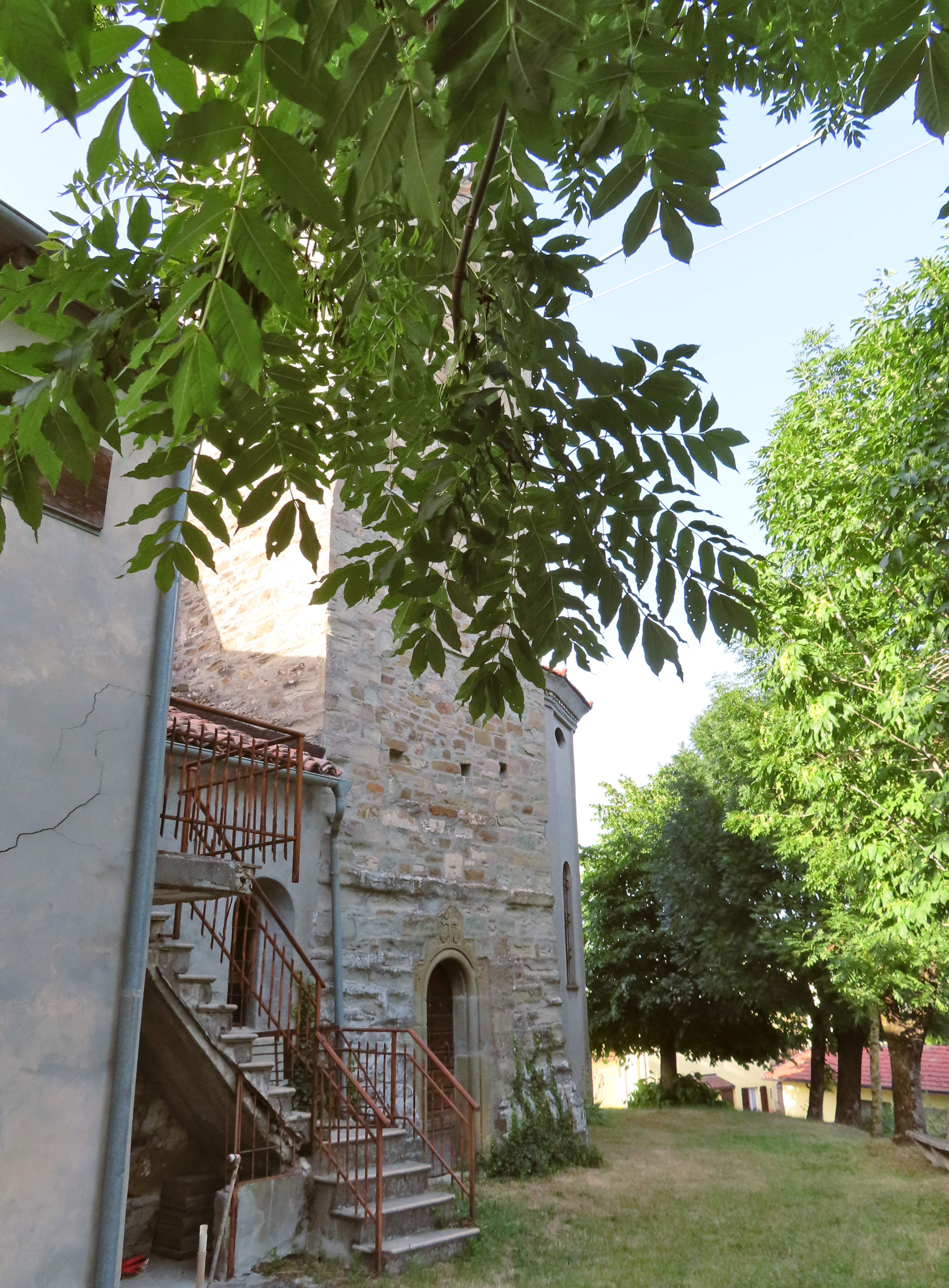
Base del campanile

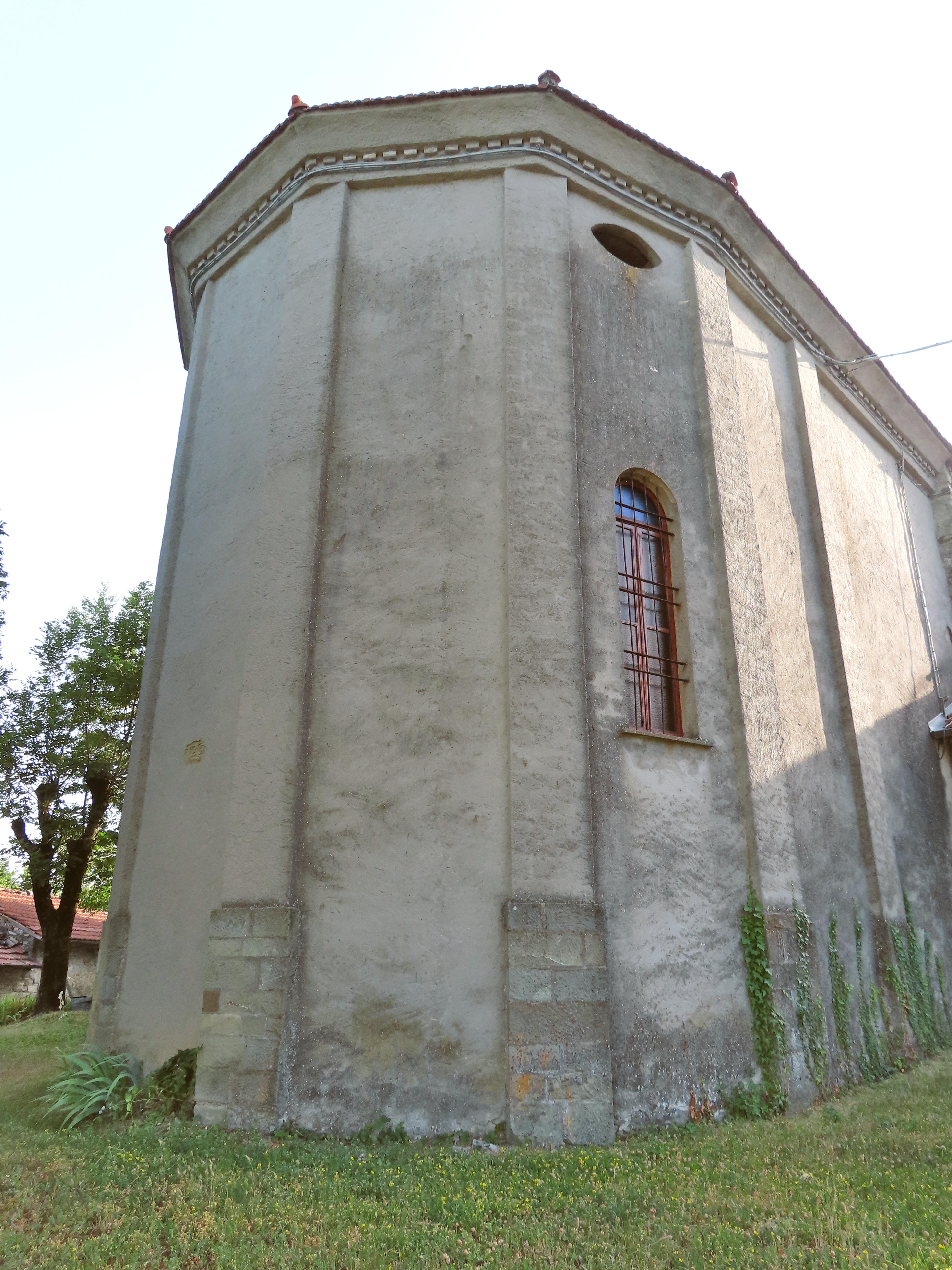
Abside

La chiesa si sviluppa su un impianto a navata unica affiancata da una cappella per lato, con ingresso a ovest e presbiterio absidato a est.
La semplice e simmetrica facciata a capanna, intonacata come gran parte dell'edificio, è caratterizzata dalla presenza del portale d'ingresso centrale, delimitato da una cornice in pietra; più in alto si apre nel mezzo una finestra ad arco ribassato; sulla destra, in continuità col prospetto principale, si erge la canonica, accessibile attraverso una porta sormontata da una bifora.
Dai fianchi aggettano i volumi delle cappelle; sulla destra, dietro alla canonica, si innalza su tre ordini il campanile in pietra, caratterizzato dalla presenza alla base del portale medievale in arenaria ad arco a tutto sesto, con cornice arrotondata e archivolto gradonato scolpito; i bassorilievi rappresentano rispettivamente due gigli nei gradoni inferiori, due figure a ventagli in quelli superiori e una croce astile affiancata da due volti con cappelli vescovili in chiave di volta; la cella campanaria si affaccia sulle quattro fronti attraverso ampie monofore a tutto sesto; a coronamento, sopra al cornicione perimetrale in aggetto si eleva una bassa lanterna a pianta ottagonale.
Sul retro si allunga l'abside poligonale, scandita da massicce lesene sugli spigoli; al centro è murato un frammento di un arco medievale, scolpito con decorazioni a spirali; in sommità corre lungo il cornicione una decorazione a dentelli.
All'interno la navata, coperta da una volta a botte lunettata, è affiancata da due ampie arcate a tutto sesto rette da paraste doriche in pietra, attraverso le quali si affacciano le cappelle laterali; più avanti, sopra a due portali si aprono due grandi nicchie contenenti statue di santi.
Il presbiterio, lievemente sopraelevato, è preceduto dall'arco trionfale, retto da paraste doriche; l'ambiente, coronato da una volta a botte lunettata, ospita nel mezzo l'altare maggiore metallico a mensa, aggiunto intorno al 1980; sul fondo l'abside, coperta dal catino decorato con dipinti, è illuminata lateralmente da due ampie monofore a tutto sesto.
La chiesa conserva alcune opere di pregio, tra cui una croce astile bronzea risalente al XVI secolo e il fonte battesimale realizzato nel 1571.